# Жан Зиглер
Жан Зиглер (на френски: Jean Ziegler), роден като Ханс Циглер (на немски: Hans Ziegler), е швейцарски политик, социолог, писател и публицист с остро перо.

## Биография
Преподава социология в Женева до 2002 г. и в Сорбоната в Париж. Автор е на много книги. Като специален докладчик на ООН (United Nations special rapporteur) е изследвал недохранването и глада в държави от Африка, Азия и Латинска Америка: Нигерия, Етиопия, Индия, Бангладеш, Монголия, Бразилия, Палестина, Гватемала и др.
Зиглер работи от 2000 г. като специален докладчик към Съвета на ООН по правата на човека и консултант по въпросите на недохранването. Той е градски съветник в Женева, член на федералния парламент (от Женевски кантон) от квотата на социалистите и първи секретар на женевската благотворителна общност „Емаюс“.
Почетен доктор е на Университета в Монс, на Брюкселския университет (2008/9), на Университета Париж-VIII, Венсен-Сен Дени (2009) и на Университета на Савоа.